# Elly Lieber
Eleonore Lieber, detta Elly (Aussee, 7 ottobre 1932 – 1º agosto 2020), è stata una slittinista austriaca, campionessa mondiale nella specialità del singolo a Villard-de-Lans 1959.
In seguito al matrimonio assunse il cognome del coniuge e per questo era nota anche come Elly Linortner.

## Biografia
Iniziò a gareggiare per la prima volta nel singolo nel 1953, e già l'anno successivo conquistò il campionato della Stiria; nel 1955 bissò il titolo federale e, con la nazionale austriaca, prese parte ai campionati europei di Hahnenklee 1955 in cui concluse la prova al settimo posto. La stagione successiva trionfò nel campionato stiriano, in quello austriaco e nella gara che assegnava anche il titolo polacco; concluse l'annata vincendo l'oro ai campionati continentali di Imst 1956. Rivinse il campionato federale anche nei tre anni seguenti, mentre a livello internazionale giunse ventesima ai campionati mondiali di Davos 1957, settima in quelli di Krynica-Zdrój 1958 e conquistò il titolo iridato a Villard-de-Lans 1959. 
Successivamente alla vittoria nel campionato mondiale decise di concludere la propria carriera sportiva dopo soli sette anni di agonismo; tra gare domestiche ed internazionali in totale partecipò a 45 competizioni ottenendo 21 primi posti, 17 piazza d'onore e 7 terze posizioni.

## Palmarès

### Mondiali
- 1 medaglia:
  - 1 oro (singolo a Villard-de-Lans 1959).

### Europei
- 1 medaglia:
  - 1 oro (singolo a Imst 1956).

### Campionati austriaci
- 1 medaglia:
  - 1 oro (singolo nel 1956).